# Закохана рибка
«Закохана рибка» (рос. «Влюблённая рыбка») — казахський радянський фільм 1989 року, одна з перших робіт  Абая Карпикова.

## Сюжет
Фільм досліджує сучасні аспекти проблем життя і адаптації у великому місті колишніх сільських жителів. Головний герой фільму — Жакен — перебуває ніби на півдорозі між селом і містом. Живе він у приміському селищі, батьки його померли, старший брат, музикант, живе в місті. Жакен вирішує їхати до брата. Після приїзду з ним відбуваються різноманітні події, що показують, наскільки складне життя у великому сучасному місті. Фільм створений за сценарієм Абая Карпикова і Бориса Ряховського.

## У ролях
- Бопеш Жандаєв —  Жакен
- Галина Шатенова —  Надія
- Наталія Новікова —  лімітчиця
- Саттар Дікамбаєв —  Сабіт
- Ассан Куяте —  Ассан — африканський музикант
- Абай Карпиков —  Даос, брат Жакена

## Знімальна група
- Режисер — Абай Карпиков
- Сценаристи — Абай Карпиков, Борис Ряховський
- Оператор — Георгій Гідт
- Композитор — Ігор Кефаліді
- Художники — Олексій Золотухін, Алім Сабітов